# The Hunter (álbum de Blondie)
The Hunter (El Cazador en su traducción al español) es el sexto álbum de estudio de la banda estadounidense de new wave Blondie. Fue publicado el 24 de mayo de 1982. Fue el último disco publicado por el grupo en los años 80 hasta su vuelta en 1999.

## Antecedentes y producción
Entre Autoamerican (1980) y The Hunter los miembros de Blondie se tomaron un receso en el cual exploraron horizontes solistas. Jimmy Destri publicó su álbum Heart on a Wall y Debbie Harry KooKoo (producido por Nile Rodgers y Bernard Edwards de Chic), que sería certificado disco de Oro en Estados Unidos. Chrysalis editó The Best of Blondie, que también sería disco de Oro. Según relata Mike Chapman en los ensayos que acompañan las reediciones de The Hunter y Autoamerican, las relaciones entre los miembros de la banda venían en una tensión ascendente, lo cual terminó de explotar durante la grabación de The Hunter.
The Hunter es un álbum conceptual, que tiene como tema principal el «buscar, cazar o perseguir el propio Monte Éverest». Es un tema abordado desde distintas perspectivas y metáforas en varias de las canciones, desde la selvática «Orchid Club» que abre el disco hasta la versión de «The Hunter Gets Captured by the Game» que lo cierra (cuando, como dice su título, «el cazador es capturado por el juego»). Según comenta Chapman, para este momento los Blondie se encontraban en un lugar artístico mucho menos accesible, y con un cansancio notorio en la ejecución de las pistas.
Para la grabación contaron con una sección de vientos para tres canciones y varios percusionistas y coristas invitados. En cuanto al contenido lírico, The Hunter explora temas que Blondie no habían abordado hasta el momento: conflictos políticos como la Guerra Fría y los conflictos de Medio Oriente y Camboya («Dragonfly» y «War Child»), así como reflexiones en torno a la fama («The Beast»). La canción «English Boys» se grabó un año después del asesinato de John Lennon y está dedicada a The Beatles. Jimmy Destri compuso «Danceway» a pedido de Harry, que le dijo que haga una canción sobre la banda.
«For Your Eyes Only» fue compuesta para la película homónima de la saga de James Bond. Cuando la recibieron, los productores le pidieron a Blondie que grabara la canción compuesta por Bill Conti y Michael Leeson. Blondie declinó volver a grabar y finalmente convocaron a Sheena Easton.

## Recepción crítica y comercial
El álbum recibió críticas intermedias tendientes a negativas. En una reseña de 3 estrellas para Rolling Stone, Parke Puterbaugh señaló que se pueden apreciar muchísimos logros (diversidad musical, calidad de ejecución, las letras de Harry que "que esbozan un mundo moderno desolado y despojado, impulsado por pasiones primitivas") y que el concepto atraviesa todas las pistas ("La implicación, supongo, es que la búsqueda del placer y el exceso finalmente alcanza al perseguidor, y que terminas perdido en una escalera de caracol de diversión sensual, quedando solo con la diversión misma para contemplar"). Sin embargo, dice The Hunter es sin embargo difícil de disfrutar. Comparó "Island of Lost Souls" y "The Beast" con "The Tide Is High" y "Rapture" y destacó "Danceway", "English Boys" y "For Your Eyes Only" como mejores canciones. Para William Ruhlmann de Allmusic, "The Hunter los encontró [a Blondie] quedándose cortos conceptual y prácticamente" y "fue un decepcionante final", y destacó las mismas canciones que Rolling Stone. Para Robert Christgau The Hunter es "pésimo" y "un proyecto desorientador".
El desempeño comercial no fue mucho mejor. Llegó al N.º 9 en Reino Unido, N.º 15 en Australia y N.º 33 en Estados Unidos, pero sus ventas totales estuvieron muy por debajo de los últimos tres álbumes.
Para promocionarlo se editaron dos sencillos y la banda salió de gira. El primer sencillo fue "Island of Lost Souls", una composición de estilo calipso que llegó al N.º 37 en Estados Unidos, N.º 11 en Reino Unido y Harry la presentó en varios programas televisivos, como Top of the Pops. Contó con un videoclip filmado en las islas Sorlingas (Reino Unido). El segundo sencillo fue "War Child", publicado en Europa. No contó con un videoclip pero tuvo un éxito moderado en algunos países como Irlanda (N.º 21) y Reino Unido (N.º 39). Además, Blondie grabó un video para "English Boys" y se realizaron algunas ediciones promocionales de "Danceway", pero ninguno de ellos se cristalizó en un lanzamiento comercial por la separación de la banda en agosto de 1982.
La gira, Tracks Across America, fue pensada con 41 recitales en Norteamérica y Europa pero solo se concretaron 19 en Estados Unidos y Canadá y el resto se cancelaron por baja venta de tickets. Duran Duran fue el telonero. El recital del 18 de agosto en Toronto fue grabado y retransmitido por televisión. A partir de entonces fue comercializado como el último recital, pero en realidad fue el penúltimo. Entonces la banda se disolvió.

## Lista de canciones
| The Hunter (LP y casete - lado A) |                        |                               |          |  |
| N.º                               | Título                 | Escritor(es)                  | Duración |  |
| 1.                                | «Orchid Club»          | Nigel Harrison, Deborah Harry | 5:45     |  |
| 2.                                | «Island of Lost Souls» | Chris Stein, Harry            | 4:42     |  |
| 3.                                | «Dragonfly»            | Stein, Harry                  | 6:00     |  |
| 4.                                | «For Your Eyes Only»   | Stein, Harry                  | 3:07     |  |
| 5.                                | «The Beast»            | Stein, Harry                  | 4:54     |  |
| 24:30                             |                        |                               |          |  |

| The Hunter (LP y casete - lado B) |                                         |                 |          |  |
| N.º                               | Título                                  | Escritor(es)    | Duración |  |
| 1.                                | «War Child»                             | Harrison, Harry | 4:00     |  |
| 2.                                | «Little Caesar»                         | Stein, Harry    | 3:00     |  |
| 3.                                | «Danceway»                              | Jimmy Destri    | 3:19     |  |
| 4.                                | «(Can I) Find the Right Words (To Say)» | Destri, Harry   | 3:07     |  |
| 5.                                | «English Boys»                          | Stein, Harry    | 3:49     |  |
| 6.                                | «The Hunter Gets Captured by the Game»  | Smokey Robinson | 3:37     |  |
| 21:02                             |                                         |                 |          |  |

| The Hunter (CD - reediciones de 1994 y 2001) |                                         |                               |          |  |
| N.º                                          | Título                                  | Escritor(es)                  | Duración |  |
| 1.                                           | «Orchid Club»                           | Nigel Harrison, Deborah Harry | 5:45     |  |
| 2.                                           | «Island of Lost Souls»                  | Chris Stein, Harry            | 4:42     |  |
| 3.                                           | «Dragonfly»                             | Stein, Harry                  | 6:00     |  |
| 4.                                           | «For Your Eyes Only»                    | Stein, Harry                  | 3:07     |  |
| 5.                                           | «The Beast»                             | Stein, Harry                  | 4:54     |  |
| 6.                                           | «War Child»                             | Harrison, Harry               | 4:00     |  |
| 7.                                           | «Little Caesar»                         | Stein, Harry                  | 3:00     |  |
| 8.                                           | «Danceway»                              | Jimmy Destri                  | 3:19     |  |
| 9.                                           | «(Can I) Find the Right Words (To Say)» | Destri, Harry                 | 3:07     |  |
| 10.                                          | «English Boys»                          | Stein, Harry                  | 3:49     |  |
| 11.                                          | «The Hunter Gets Captured by the Game»  | Smokey Robinson               | 3:37     |  |
| 12.                                          | «War Child» (Extended Version)          | Harrison, Harry               | 7:58     |  |
| 53:31                                        |                                         |                               |          |  |

## Listas musicales de álbumes
| Lista (1982)             | Posición máxima |
| ------------------------ | --------------- |
| Australian Albums Chart  | 15              |
| Canadian Albums Chart    | 24              |
| Dutch Albums Chart       | 19              |
| German Albums Chart      | 49              |
| New Zealand Albums Chart | 27              |
| Norwergian Albums Chart  | 19              |
| Swedish Albums Chart     | 18              |
| UK Albums Chart          | 9               |
| US Billboard 200         | 33              |